# Tanaotrichia curvata
Tanaotrichia curvata är en fjärilsart som beskrevs av W. Warren 1895. Tanaotrichia curvata ingår i släktet Tanaotrichia och familjen mätare. Inga underarter finns listade i Catalogue of Life.